# Labyrinth/時に愛は
『labyrinth/時に愛は』（ラビリンス/ときにあいは）は、奥井雅美の通算17作目のシングルである。

## 背景
奥井自身初の両A面シングルとしてリリースされ、1曲目の「labyrinth」は、劇場版『アキハバラ電脳組 2011年の夏休み』のイメージソング、2曲目の「時に愛は」は、劇場版『少女革命ウテナ アドゥレセンス黙示録』の挿入歌にそれぞれ起用された。

## 音楽性
1曲目の「labyrinth」は、アルバム『Her-Day』では『star version』、2曲目の「時に愛は」は『H-D mix』としてそれぞれ収録されている。

## 収録曲
| 全作詞: 奥井雅美、全作曲・編曲: 矢吹俊郎。 |                              |          |            |      |
| #                                          | タイトル                     | 作詞     | 作曲・編曲 | 時間 |
| 1.                                         | 「labyrinth」                | 奥井雅美 | 矢吹俊郎   | 3:57 |
| 2.                                         | 「時に愛は」                 | 奥井雅美 | 矢吹俊郎   | 4:11 |
| 3.                                         | 「labyrinth」(Backing Track) | 奥井雅美 | 矢吹俊郎   | 3:57 |
| 4.                                         | 「時に愛は」(Backing Track)  | 奥井雅美 | 矢吹俊郎   | 4:11 |
| 合計時間:                                  | 合計時間:                    | 16:16    |            |      |

## 参加ミュージシャン
| labyrinth - All instruments : 矢吹俊郎 - Chorus : 奥井雅美 - Mix : 矢吹俊郎 | 時に愛は - All instruments : 矢吹俊郎 - Solo sax : 藤陵雅裕 - Chorus : 奥井雅美 - Mix : 矢吹俊郎 |

## メディアでの使用
| # | 曲名          | タイアップ                                              | 出典  |
| - | ------------- | ------------------------------------------------------- | ----- |
| 1 | 「labyrinth」 | 劇場版『アキハバラ電脳組 2011年の夏休み』イメージソング | [ 2 ] |
| 2 | 「時に愛は」  | 劇場版『少女革命ウテナ アドゥレセンス黙示録』挿入歌     | [ 3 ] |